# 畠山芳雄
畠山芳雄（はたけやま よしお、1924年8月21日-  )は、日本の経営コンサルタント。

## 経歴
北海道帯広市出身。1944年陸軍経理学校本科卒。46年札幌財務局勤務、工場、商社などに勤務の後、49年日本能率協会に入り、55年チーフ・コンサルタント、60年理事、67年常務理事。75年専務理事。81年理事長。

## 著書
- 『会社はなぜつぶれるか 経営破綻のはなし』白桃書房 1958
- 『これからどうなるか 経営予測のはなし』白桃書房 1958
- 『予算統制五つの罪悪 経営界の春秋』白桃書房 1960
- 『こんな幹部は辞表を書け 幹部7つの資格』日本能率協会 1968　のち三笠書房・知的生きかた文庫、PHP文庫
- 『名作ケース・スタディこんなとき幹部はどうする あなたの弱点研究』日本能率協会 1968
- 『こんな幹部は辞表を書け 新幹部論12章 続』日本能率協会 1969　のち三笠書房・知的生きかた文庫
- 『こんな先輩を見習うな 固めたい仕事の基本』日本能率協会 1972 のちPHP文庫
- 『事業学入門』日本能率協会 1972
- 『部下を育てる人』日本能率協会 1973
- 『新・こんな先輩を見習うな 固めたい仕事の基本』日本能率協会 1974
- 『働きかける技術 なぜ人を動かせないか』日本能率協会 1974　『人を動かす鉄則 頑固な上司、やる気のない部下の説得法』PHP文庫
- 『自分の会社は自分で守れ』日本能率協会 1975
- 『こんな幹部は辞表を書け 続続 (幹部7つの大罪)』日本能率協会 1978
- 『管理者革命』日本能率協会 1981　のちサンマーク文庫
- 『社員革命 業績直結の専門職のすすめ』日本能率協会 1982　のちサンマーク文庫
- 『戦略経営ケーススタディ』日本能率協会 1983
- 『役員革命 戦略事業経営者へ』日本能率協会 1983
- 『新・こんな先輩を見習うな 固めたい仕事の基本』日本能率協会 1984
- 『人を育てる100の鉄則』PHP研究所 1984　のち文庫
- 『部長・何を成すべきか』日本能率協会 1987
- 『サービスの品質とは何か』日本能率協会、1988
- 『成功する人33の鉄則』サンマーク出版 1992　のち文庫
- 『畠山芳雄の取締役と事業部長 戦略事業経営者としての心得と実務』日本能率協会マネジメントセンター 1992
- 『超破壊時代の経営』日本能率協会マネジメントセンター 1995
- 『関係会社ビッグバン グループ経営の時代』日本能率協会マネジメントセンター 1998
- 『仕事を面白くする法 自分を伸ばす生き方』PHP研究所 2001
- 『マネジャー・どう行動すべきか』日本能率協会マネジメントセンター 2005
- 『役員・いかにあるべきか』日本能率協会マネジメントセンター 2005
- 『中堅社員・どう能力を伸ばすか』日本能率協会マネジメントセンター 2006
- 『人を育てる一〇〇の鉄則』日本能率協会マネジメントセンター 2006
- 『基本は無敵 ぶれない軸をつくる本物の仕事力』日本能率協会マネジメントセンター 2008
- 『新任マネジャー基本の仕事 知っておくべきこと、すべきこと』日本能率協会マネジメントセンター 2008

### 共編著
- 『原価管理 理論と実際』松本雅男共編 ダイヤモンド社 1953
- 『ポリシーメーキング 経営方針と利益計画』松本雅男共編 白桃書房 1956
- 『経営の見方・考え方 コンサルタントの手記』第1-2 編 白桃書房 1960
- 『中小企業のための経営実務案内 第2巻 経営と物』編 日本生産性本部 1960
- 『ビジネスマン名言集 仕事の不安・失望・挫折感に答える』編著 光文社 カッパ・ビジネス　1963
- 『今年の経営』編 白桃書房 1965
- 『弱気を叱る 仕事への不安と挫折』編 青春出版社プレイブックス　1967
- 『経営実務双書』全6巻　三上富三郎,宮坂保清共編 日本生産性本部 1968
- 『幹部よ組織に呑まれるな ケース・人間問題解決法』竹中達共著 日本能率協会 1974

## 論文
- <畠山芳雄